# Wamba (Alto Uele)
Wamba es una ciudad en la provincia de Alto Uele de la República Democrática del Congo. Es el centro administrativo del territorio de Wamba. 

## Localización y gente
El área alrededor de Wamba consiste en un mosaico de bosque seco, pantano y bosque secundario, con campos cultivados. La altitud está entre 370 metros (1,210 pies) y 430 metros (1,410 pies). La precipitación anual es de alrededor de 2,000 milímetros (79 pulgadas). Tanto Wamba como la cercana Mungbere son inaccesibles debido a los caminos muy pobres en la región.

## Historia
El Vicariato Apostólico de Wamba se estableció en 1949 y fue promovido a la Diócesis de Wamba en 1959. Durante la Rebelión de Simba, en diciembre de 1964 los rebeldes detuvieron a 250 rehenes blancos en Wamba. Dos columnas de rescate de mercenarios llegaron a la ciudad a finales de año. Descubrieron que 28 blancos habían sido brutalmente asesinados, en su mayoría belgas, incluido el obispo monseñor Joseph-Pierre Albert Wittebols. 121 blancos seguían vivos, principalmente griegos que habían proporcionado efectivo y cooperado con los rebeldes a cambio de sus vidas.

## En la actualidad
En la ciudad se encuentra una estación del Centre de Recherche en Écologie et Forestière. La economía de la población de la zona depende en buena medida de la Reserva de fauna de okapis, que es Patrimonio de la Humanidad desde 1996, aunque un año después fue incluida en la Lista del Patrimonio de la Humanidad en peligro. La reserva es el hábitat de raras especies de okapis, un pariente de la jirafa. Se han hecho esfuerzos para capacitar a las personas en formas alternativas para ganarse la vida y educarlos sobre la importancia de la conservación.
Desde 2011, el obispo de Wamba es Janvier Kataka Luvete.
- Datos: Q7966913